# Ferenc Szabó (skladatel)
Ferenc Szabó (27. prosince 1902 Budapešť – 4. listopadu 1969 Budapešť) maďarský skladatel, držitel Kossutovy ceny.

## Život a dílo
Žil v chudých poměrech. Jeho otec byl původně vesnický řezník, ale poté, co jej zranil kůň, musel zanechat svého povolání, přestěhoval se do Budapešti a pracoval jako číšník. Z jeho tří dětí byl budoucí skladatel nejstarší. Ferenc Szabó studoval na budapešťském piaristickém gymnáziu a po nocích se živil různými pracemi. Z církevní střední školy byl vyloučen kvůli svému členství v Galileiho kroužku (Galilei Kör) a svému zdůrazňovanému ateismu. Dále studoval na Werbőcziho (dnes Petőfiho) gymnáziu. Zabýval se také výtvarným uměním. Poté byl žákem v dílně Bély Uitze a Józsefa Nemes-Lampértha. Mezitím se také učil na housle u jednoho violisty budapešťské Opery – výměnou za donášení obědů. Od roku 1921 studoval na hudební akademii, nejprve byl žákem Leó Weinera, poté Alberta Siklóse. Od třetího ročníku až do roku 1926, kdy získal diplom, studoval ve třídě Zoltána Kodálye.
V roce 1922 se zapojil do dělnického hnutí a od roku 1925 se účastnil pořádání kulturních akcí Sociálně demokratické strany. V roce 1926 byl zakládajícím členem Svobodného sdružení moderních maďarských hudebníků (společně s Pálem Kadosou, Istvánem Szelényim a Hugó Kelenem). Od roku 1928 vedl dělnické sbory. Od roku 1927 pracoval v ilegální komunistické skupině a v roce 1931 odcestoval jako posel Imre Sallaiho do Berlína, kde vykonával organizační práci v kruhu maďarských spisovatelů a novinářů v emigraci. Odtud v dubnu 1932 emigroval do Moskvy, kde absolvoval tříletou stranickou univerzitu. Od roku 1938 vedl v sovětském svazu skladatelů oddělení zabývající se mezinárodními vztahy. Po vypuknutí druhé světové války dobrovolně vstoupil do Rudé armády a jako nadporučík se zúčastnil bojů o Budapešť.
Po osvobození hlavního města chvíli pracoval v novinách Rudé armády Nové slovo. Na podzim roku 1945 byl na Vysoké škole hudební jmenován vedoucím katedry skladby. Od roku 1950 byl předsedou Svazu maďarských hudebníků, v roce 1951 se na sedm let stal poslancem parlamentu, a v roce 1954 členem ústředního výboru Maďarské dělnické strany. Od roku 1958 byl ředitelem hudební akademie. Mnoho slavných učitelů v plné síle poslal do důchodu jen kvůli jejich věku; příliš upřednostňoval ideologické předměty na úkor umělecké výchovy, čímž ohrozil pověst této instituce; jeho činnost se stala nevhodnou už i pro kulturněpolitické vedení, proto byl v roce 1967 penzionován. Poté se jeho zdraví rychle zhoršovalo. V posledních dvou letech pracoval na opeře, která zůstala už jen ve fragmentech.
Hudba Ference Szabó je postavena na jednoduchých jasných formách. Její tematický svět vyvěrá z ducha maďarských lidových písní, její harmonie je tonální, pramení z kodályovského stylu. Na začátku své kariéry skládal převážně komorní hudbu a také filmovou hudbu (Meseautó, Hyppolit a lakáj). Od počátku třicátých let komponoval také sborové skladby, například píseň Munkát! Kenyeret! (tj. „Práci! Chleba!“). Roku 1931 bylo v Londýně s velkým úspěchem na jedné hudební oslavě uvedeno jeho dílo Farkasok dala (tj. „Vlčí píseň“), které složil na báseň Sándora Petőfiho, ale i jiné jeho sborové skladby se staly známé po celé Evropě. Skládal zejména sborová díla, komorní hudbu a klavírní skladby, ale komponoval i filmovou hudbu (Lúdas Matyi, Föltámadott a tenger). Operu Légy jó mindhalálig (tj. „Buď dobrý až do smrti“) již nebyl schopen sám dokončit, poslední úpravy provedl András Borgulya. Zemřel 4. listopadu 1969 v Budapešti.

## Další informace

### Monografie
- Pernye András: Szabó Ferenc. Budapest, 1965.
- Maróthy János: Zene, forradalom, szocializmus. Szabó Ferenc útja. Budapest, 1975. Magvető K. ISBN 9632700732
- A zeneszerző Szabó. Emlékezések. Maróthy, János (ed.). Budapest, 1984. Zeneműkiadó. ISBN 9633305217

### Další literatura
- Boros Attila: 30 év magyar operái. Budapest, 1979. Zeneműkiadó. ISBN 9633302897
- Gál György Sándor: Új operakaluz. 2. köt. Budapest, 1978. Zeneműkiadó ISBN 9633302420
- Kodály Zoltán levelei. Legány, Dezső (ed.). Budapest, 1982. Zeneműkiadó. ISBN 9633304482
- Ottó Péter: A Mesterhegedűs. Kovács Dénes emlékezik. Budapest, 2007. Európa K. ISBN 978-9630784276
- Tokaji András: Mozgalom és hivatal. Tömegdal Magyarországon 1945–1956. Budapest, 1983. Zeneműkiadó. ISBN 9633304601